# كريستيان أنكر
كريستيان أنكر هو متسابق يخت وشخصية أعمال نرويجي، ولد في 19 أغسطس 1917، وتوفي في 13 ديسمبر 1988.